# Лаборатория Касперского
АО «Лаборато́рия Каспе́рского» — международная компания, специализирующаяся на разработке систем защиты от компьютерных вирусов, спама, хакерских атак и прочих киберугроз. Компания ведёт свою деятельность более чем в 200 странах и территориях мира. Центральный офис «Лаборатории Касперского» находится в Москве.
Компания входит в четвёрку ведущих мировых производителей программных решений для защиты конечных устройств (Endpoint Protection). В России компания является лидером рынка — доля на потребительском рынке страны составила 94 % в 2023 году.
В марте 2022 года Федеральная комиссия по связи США внесла лабораторию в список юридических лиц, угрожающих национальной безопасности.

## История
В 1990 году Евгений Касперский возглавил группу разработчиков антивируса AntiViral Toolkit Pro (AVP) в Научно-техническом центре КАМИ, фирме своего бывшего преподавателя в Высшей школе КГБ СССР Алексея Ремизова. Антивирусное направление НТЦ КАМИ не приносило дохода, ежемесячные продажи отдела не превышали 100-200 $. Но в 1994 году был открыт профильный магазин, а отдел распространения возглавила тогдашняя жена Евгения Наталья Касперская.
Через год объём продаж антивируса превысил 130 тыс. $, в 1996 году он составил более 600 тыс. $, ещё через год — более 1 млн $. Удалось наладить основные каналы дистрибуции продукта, техническую поддержку, выйти на зарубежные рынки. Доходы делились между командой и головной структурой пополам. К 1997 году будущим учредителям «Лаборатории Касперского» стало ясно, что необходимо выделяться в отдельный бизнес.
«Лаборатория Касперского» была основана 26 июня 1997 года четырьмя соучредителями — самим Евгением (доля 50 %), его одноклассником по физико-математическому интернату МГУ Алексеем Де-Мондериком (20 %), создателем антивирусного проекта Anti-Ape Вадимом Богдановым (20 %) и женой Натальей (10 %), по настоянию которой фамилия «Касперский» была превращена в бренд. Созданием, развитием и техподдержкой продукта занимались мужчины, Наталья Касперская стала гендиректором, сосредоточившись на продажах, кадрах и освоении новых рынков.
Со времени основания продажи «Лаборатории» стали ежегодно удваиваться. В 2001 году оборот компании составил около 7 млн $, в 2006 году — уже свыше 67 млн $. За эти годы Kaspersky Lab. превратилась в одну из крупнейших антивирусных корпораций с сетью региональных офисов по всему миру. В августе 2007 года Евгений Касперский занял должность гендиректора, отстранив бывшую (к тому времени) супругу от основных управленческих функций, в июле 2011 года Наталья ушла и с поста председателя совета директоров.
За 2007—2011 годы «Лаборатория» выкупила долю экс-супруги Касперского (по состоянию на 2007 год та составляла около 30 %). Значимой частью этой доли при разделе бизнеса стала ставшая независимой дочерняя компания InfoWatch, специализирующаяся на защите корпоративных данных. На момент смены руководства выручка «Лаборатории Касперского» составляла 126 млн $. Её капитализация в 2011 году оценивалась в сумму более 1,3 млрд $, а годовая выручка — в 700 млн $.
22 января 2013 года стало известно о покупке компанией бизнес-центра «Олимпия парк», расположенного на Ленинградском шоссе. Сумма сделки оценивается в 350 млн $. Официальное открытие нового офиса состоялось 27 августа 2013 года.
В июне 2019 года компания провела ребрендинг, сменив логотип. В частности, из названия компании на логотипе исчезло слово «Lab».
В октябре 2021 года «Лаборатория Касперского» завершила приобретение компании Brain4Net — разработчика решений и сервисов для адаптации современных технологий под инфраструктуру операторов связи.
В июле 2022 года компания вышла из проекта по разработке смартфона «Аквариус», предназначенного для российских военных и сотрудников спецслужб.
В июне 2025 года «Лаборатория Касперского» вышла на рынок сотовой связи, запустив продажу цифровых сим-карт (eSIM) для выхода в интернет за рубежом.

## Собственники и руководство
Компания принадлежит шести сотрудникам. Контрольный пакет находится у Евгения Касперского.
Генеральным директором с 8 августа 2007 года является основатель компании — Евгений Касперский.
Управляющей «Лаборатории Касперского» в РФ и странах СНГ с 5 июля 2022 года является Анна Кулашова, которая ранее работала в российском подразделении Microsoft. Работу в компании она совмещает с преподаванием в МФТИ, о чём говорила в интервью.
В январе 2011 года было объявлено о достижении договорённости о продаже до 20 % компании крупной американской инвестиционной компании General Atlantic (сделка оценивается в сумму до 200 млн $), но менеджмент «Лаборатории Касперского» принял решение выкупить все акции, приобретенные американским инвестиционным фондом.
В феврале 2012 года Наталья Касперская продала имевшиеся у неё акции компании.

## Деятельность

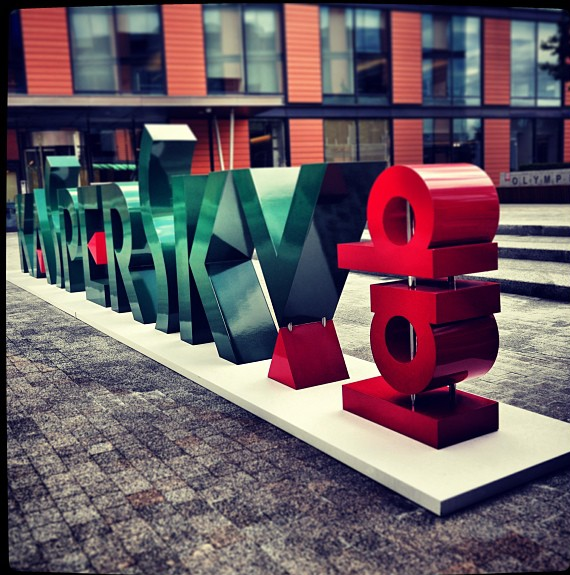
Логотип компании на входе в центральный офис

Лаборатория Касперского — это международная группа компаний с центральным офисом в Москве и представительствами в Великобритании, Китае, Франции, США, Германии, Румынии, Японии, Южной Корее, Нидерландах, Польше, ОАЭ и Канаде. Обладает партнёрской сетью, объединяющей более 500 компаний более чем в 60 странах мира.
Общая численность персонала компании — свыше 4000 человек. Ведущие вирусные аналитики «Лаборатории Касперского» — члены международной Computer Antivirus Research Organization .
В ноябре 2011 года «Лаборатория Касперского» заключила с ФСО контракт на поставку своей продукции.
В 2011 году компания представила Kaspersky Security for Virtualization — продукт для защиты виртуальных сред.
В 2012 году в компании появился отдел расследования компьютерных инцидентов, курируемый которым сервис «включал в себя оперативный анализ компьютерного инцидента, его расследование, а также экспертное сопровождение уголовного дела». С 2013 года департамент участвовал более чем в 330 расследованиях киберпреступлений, сотрудничая с правоохранительными органами на безвозмездной основе.
В сентябре 2013 года компания запатентовала новую технологию сравнения файлов.
В мае 2016 года «Лаборатории Касперского» объявила о новом для компании виде бизнеса — вложении инвестиций в перспективные стартапы. Предполагается вкладывать в различные инновационные проекты суммы от 50 тыс. до 1 млн $. В июле 2016 года компания открыла для всех желающих свой корпоративный ресторан «БарKas», который находится в штаб-квартире компании, в бизнес-центре «Олимпия-Парк».
В 2016 году компания представила платформу Kaspersky Anti Targeted Attack (KATA) для защиты от целевых атак. В 2024 году функции платформы были расширены модулем NDR для мониторинга в реальном времени и обнаружения угроз в сети, а также возможностью снятия отпечатков Transport Layer Security (TLS).
В 2017 году «Лаборатория Касперского» вывела антимонопольное разбирательство с Microsoft на международный уровень. Российская компания подала в Еврокомиссию и Федеральное картельное ведомство Германии иски к Microsoft, которую обвиняет в навязывании пользователям своего антивируса Windows Defender. В Microsoft настаивают на соответствии средства безопасности Windows 10 законодательству о конкуренции.
В январе 2017 года был арестован бывший офицер МВД и куратор отдела расследования компьютерных инцидентов «Лаборатории Касперского» Руслан Стоянов. Он был обвинён в госизмене, данные следствия были засекречены.
В декабре 2017 года президент США Дональд Трамп придал статус закона сентябрьскому решению министерства внутренней безопасности, которое запретило госучреждениям пользоваться продукцией «Лаборатории Касперского», ибо её могут использовать российские спецслужбы для получения доступа к американским правительственным документам. В июле компанию исключили из списка авторизованных поставщиков для госзакупок, официальный запрет был оформлен позже. В декабре «Лаборатория Касперского» подала в суд, в этом же месяце был закрыт офис компании в Вашингтоне.
В 2017 году компания инициировала «Глобальную инициативу по информационной открытости» (Global Transparency Initiative), которая включала несколько мер, в том числе открытие «Центров прозрачности» для демонстрации исходного кода продуктов партнёрам и властям. 
15 мая 2018 года на заседании президиума правительства Москвы было принято решение о присвоении компании «Лаборатория Касперского» налоговых льгот. Данное положение позволит получить льготную ставку по налогу на прибыль, подлежащего зачислению в бюджет города Москвы, в размере 12,5 % вместо 17 %. Такой меры компания удостоена из-за получения статуса якорного резидента технопарка «Водный стадион».
В апреле 2019 года стало известно, что в ближайшее время у компании в планах стать совладельцем разработчика российского софта «Новые облачные технологии», сделка должна пройти в течение двух месяцев.
В 2019 году компания открыла свободный доступ к базовым возможностям сервиса Kaspersky Threat Intelligence Portal, содержащего подробную информацию о киберугрозах. В этот же период «Лаборатория Касперского» начала предлагать специализированные решения для IoT и промышленной кибербезопасности. 
В 2020 году компания начала продвигать концепцию кибериммунитета, то есть систем, спроектированных в парадигме Secure-by-Design.
В 2022 году в ЕС был зарегистрирован товарный знак Kaspersky Cyber Immunity для обозначения «киберимунных» систем. Компания продолжает внедрять «киберимунную» KasperskyOS в продукты для промышленных систем и критической инфраструктуры.
По данным на 2023 год, разработчики Лаборатории сталкиваются с 400 тыс. новых зловредных программ ежедневно.
В марте 2025 года было заключено стратегическое партнерство со Smart Africa в целях повышения цифровой грамотности среди населения и укрепления кибербезопасности в Африке.

### Финансовые показатели
| Год  | Выручка (млн $) | Рост/Падение | Темпы развития |
| ---- | --------------- | ------------ | -------------- |
| 2012 | 628             | ▲            | 3 %            |
| 2013 | 667             | ▲            | 6 %            |
| 2014 | 711             | ▲            | 6,6 %          |
| 2015 | 619             | ▼            | 13 %           |
| 2016 | 644             | ▲            | 4 %            |
| 2017 | 698             | ▲            | 8 %            |
| 2018 | 725,6           | ▲            | 4 %            |
| 2019 | 684,6           | ▼            | 6 %            |
| 2020 | 703,9           | ▲            | 3 %            |
| 2021 | 752             | ▲            | 6,8 %          |
| 2022 | 752             | ▲            | 0,03 %         |
| 2023 | 721             | ▼            | 4,1 %          |
| 2024 | 822             | ▲            | 14 %           |

По данным журнала Forbes, в 2010 году доля европейских продаж компании составляла 40 % доля региона EEMEA (страны Восточной Европы, Ближнего Востока и Африки) — 27 %. Северная и Южная Америка — 21 %. В 2016 году на Северную Америку и Европу приходилось более 60 % выручки.
C 2015 года «Лаборатория Касперского» при подсчёте финансовых результатов перешла на МСФО, выручка за 2014 год была пересчитана и составила не 711, а 681 млн долларов.

### Рейтинговые оценки
Рейтинговое агентство АКРА в 2023 году присвоило АО «Лаборатория Касперского» рейтинговую оценку AA(RU) со стабильным прогнозом, в 2024 году рейтинг был подтверждён.

## Продукты
Лаборатория Касперского разрабатывает решения для защиты как домашних пользователей, так и корпоративных сетей любого масштаба. Продуктовая линейка компании включает в себя решения для всех популярных операционных систем (Windows, Linux, Mac и т. д.).
Программное ядро Антивируса Касперского используют в своих продуктах такие разработчики, как Microsoft (США), Check Point Software Technologies (Израиль, США), Juniper (США), Nokia ICG (США), F-Secure (Финляндия), Aladdin (Израиль), Sybari (США), Deerfield (США), Alt-N (США), Microworld (Индия), BorderWare (Канада) и т. д.
Продукты «Лаборатории Касперского» сертифицированы ведущими поставщиками аппаратного и программного обеспечения: Microsoft, IBM, Intel, Cisco Systems, Red Hat, Citrix Systems, Novell и другими.

### Продукты для дома
С 2023 года вместо Kaspersky Anti-Virus, Kaspersky Internet Security и Kaspersky Total Security выпускается Kaspersky с тремя уровнями подписки: Standard, Plus и Premium. 
- Kaspersky Standard — защита от вирусов и другого вредоносного ПО, также программа обеспечивает оптимизацию (ускорение) компьютера. Версия доступна для Windows, MacOS, Android, iOS, в 2025 году появилась версия для Linux[68]. Вместо Kaspersky Anti-Virus.
- Kaspersky Plus — все функции Standard, а также поиск утечек данных пользователя, менеджер паролей и определитель номера Who Calls. Вместо Kaspersky Internet Security.
- Kaspersky Premium —  функции Plus, а также сканер для защиты умного дома, зашифрованное хранилище данных и техническая поддержка для решения компьютерных проблем. Вместо Kaspersky Total Security (ранее Kaspersky Crystal).
- Kaspersky Free — бесплатный антивирус с ограниченной (для некоммерческого использования только физическими лицами, использование юридическими лицами запрещено[69]) лицензией на 1 год[70] для Windows, Android и iOS.
- Kaspersky Password Manager — программное обеспечение для хранения паролей. Доступно для Windows, MacOS, Android и iOS.
- Kaspersky Secure Connection — программа для защиты интернет-подключений (VPN).
- Kaspersky Safe Kids — продукт для защиты детей от нежелательных приложений и сайтов, также помогающий предотвратить травлю в сети[71].
- Kaspersky WhoCalls — программа для определения номеров[72].

В марте 2019 года «Лаборатория Касперского» подала жалобу в ФАС России на компанию Apple, которая, по их мнению, создала дискриминационные условия для приложения Kaspersky Safe Kids, потребовав исключить из приложения его основные функции, а именно — контроль за приложениями и блокировку браузера Safari. ФАС в 2020 году и суды трех инстанций в 2022 и 2023 годах признали вину Apple в злоупотреблении доминирующим положением на рынке мобильных приложений. В результате компания оплатила штраф в размере 12 млн долларов.

### Продукты для офиса
Компания выпускает решения для защиты всех типов сетевых узлов, Kaspersky Security для защиты отдельных узлов сети (почтовых серверов, виртуальных и облачных сред, интернет-шлюзов, встроенных систем), а также ПО для бизнеса всех уровней. 
- Kaspersky Small Office Security — решение для небольших компаний с числом сотрудников до 25, работающее по принципу «установил и забыл», не требующее наличия штатного системного администратора. Защищает компьютеры, мобильные устройства и серверы Windows.

- Kaspersky Endpoint Security Cloud — корпоративное антивирусное облачное решение для компаний малого и среднего бизнеса. Защищает рабочие станции, мобильные устройства и файловые серверы Windows, с использованием облачного централизованного управления, развернутого на серверах Лаборатории Касперского. Есть обычная, Plus и Pro версии.
- Kaspersky Endpoint Security для бизнеса Стандартный — решение для защиты рабочих станций, файловых серверов и мобильных устройств, а также средства централизованного управления. Есть «Стандартная» и «Расширенная» версии, во второй — продвинутые инструменты контроля, шифрования и системного администрирования.
- Kaspersky Antidrone – программно-аппаратный комплекс по мониторингу и защите от гражданских дронов[75].

#### Комплексные корпоративные продукты
- Kaspersky Total Security для бизнеса — решение для защиты корпоративной сети на базе Kaspersky Endpoint Security для бизнеса Расширенный, а также защита почтовых серверов и интернет-шлюзов;
- Kaspersky Endpoint Security для бизнеса – Универсальный — решение на базе Kaspersky Endpoint Security для бизнеса Расширенный для защиты физических и виртуальных (Легкий агент) конечных точек корпоративной сети;
- Kaspersky EDR для бизнеса Оптимальный — решение для защиты корпоративной сети на базе Kaspersky Endpoint Security для бизнеса Расширенный, а также инструмент EDR для проведения анализа первопричин инцидента.
- Kaspersky Symphony EDR — система обнаружения и реагирования для среднего бизнеса на инциденты на конечных точках.
- Kaspersky Symphony XDR — комплексное решение с общим управлением, совместной работой различных решений и возможностью работы в изолированных средах для кибербезопасности всей инфраструктуры компании.

#### Операционная система и компоненты
- KasperskyOS — защищённая POSIX-совместимая ОС;
- Kaspersky Security System — интегрируемый модуль защиты ОC;
- Kaspersky Thin Client — операционная система для тонких клиентов, не требующая дополнительных средств киберзащиты[76].

Помимо продуктов для комплексной защиты от информационных угроз, компания предлагает предприятиям дополнительные услуги, в частности сервис Kaspersky DDoS Prevention для защиты от DDoS-атак, набирающих все большую популярность у злоумышленников. Сервис представляет собой систему распределенной фильтрации трафика, способную выдержать DDoS-атаку практически любой мощности.
В 2016 году компании Kraftway и Kaspersky создали первый в России полностью доверенный телекоммуникационный комплекс — сетевой маршрутизатор, обеспечивающий полную конфиденциальность трафика. Маршрутизатор работает на базе KasperskyOS.
В 2019 году «Лаборатория Касперского» разрабатывала защищенную мобильную операционную систему (ОС) на базе существующей KasperskyOS.
«Лаборатория Касперского» провела первый в мире аудит безопасности программного обеспечения для криптобирж компании Merkeleon.

## Обнаружение вредоносного ПО
Группа глобальных исследований и анализа «Лаборатории Касперского» (GReAT) была создана в 2008 году для расследования киберугроз и развития технологий кибербезопасности. Команда экспертов занимается выявлением, анализом и нейтрализацией сложных угроз, включая кибершпионаж, целевые атаки, вредоносное ПО и глобальные киберпреступные операции. Наиболее известные исследования и разоблачения: Stuxnet, Flame, Careto, Duqu, Red October, Traingulation.
Основные задачи GReAT:
- Обнаружение новых угроз: GReAT проводит углублённый анализ вредоносных программ, разрабатываемых хакерскими группировками, включая программы уровня APT (Advanced Persistent Threat).
- Анализ глобальных кибератак: Команда активно отслеживает и документирует действия крупных хакерских группировок, таких как Equation Group, Lazarus Group и других.
- Обеспечение безопасности пользователей: Исследования команды помогают своевременно выявлять уязвимости и разрабатывать решения для защиты корпоративных и частных пользователей.
- Публикация аналитики: GReAT публикует отчёты о новых угрозах и методах их противодействия. Эти отчёты служат ценным ресурсом для специалистов в области кибербезопасности[84].

### Выявленные угрозы
Stuxnet
В 2010 году «Лаборатория Касперского» совместно с Microsoft противодействовала червю Stuxnet, который заразил 14 промышленных объектов в Иране, используя четыре уязвимости нулевого дня в Microsoft Windows. По мнению IEEE Spectrum, обстоятельства «убедительно свидетельствуют» о том, что червь был разработан Соединенными Штатами и Израилем для повреждения центрифуг в иранской программе по обогащению ядерного топлива. Случай Stuxnet считается первым раскрытием крупной кибератаки, спонсируемой государством.
Flame
В мае 2012 года «Лаборатория Касперского» обнаружила вредоносную программу Flame. Она заразила примерно от 1 000 до 5 000 машин по всему миру. Международный союз электросвязи ООН попросил расследовать сообщения о вирусе, поразившем компьютеры Министерства нефти Ирана. В ходе расследования «Лаборатория Касперского» обнаружила MD5-хэш и имя файла, которые были замечены только на машинах клиентов из стран Ближнего Востока. После обнаружения дополнительных частей вредоносного ПО исследователи окрестили программу Flame по названию одного из её модулей. Flame был более ранним вариантом Stuxnet. 
«Лаборатория Касперского» создала алгоритмы для поиска аналогичных вредоносных программ и в июле обнаружила Gauss, который собирал и передавал данные с устройств, зараженных через Bluetooth или USB-накопители.
Gauss
«Лаборатория Касперского» обнаружила его в июне 2012 года. Gauss нацелен на кражу финансовой информации: паролей, данных банковских счетов, файлов cookie, данных о конфигурации системы. Он может отслеживать электронную почту заражённого компьютера, а также активность пользователя в социальных сетях, красть пароли из интернет-браузеров. По данным облачного сервиса KSN «Лаборатории Касперского», было заражено около 2500 компьютеров, по предположительным оценкам экспертов компании заразившихся — несколько десятков тысяч. 
Red October
В январе 2013 года «Лаборатория Касперского» обнаружил вредоносную программу Red October. К этому момент её применяли для широкомасштабного кибершпионажа в течение пяти лет. Её целью были дипломатические, правительственные и научно-исследовательские организации по всему миру. 
Mask
В феврале 2014 года «Лаборатория Касперского» обнаружила вредоносную программу Mask, заразившую 380 организаций в 31 стране. Много пострадавших организаций находилось в Марокко. Предполагалось, что программу использовали для шпионажа, но страну, которая могла ее разработать, не уточнили. В файлах Mask встречаются слова на испанском языке.
Regin
В ноябре 2014 года Symantec и «Лаборатория Касперского» впервые описали вредоносное ПО Regin, предположительно созданное альянсом Five Eyes. Regin использовалась для получения удаленного контроля над компьютером. Основными жертвами вредоносного ПО являются частные лица, малый бизнес и телекоммуникационные компании. 
DarkHotel
Также в ноябре 2014 «Лаборатория Касперского» опубликовала исследование APT-атаки DarkHotel, в которой бизнесменов высокого ранга, посещающих отели в Юго-Восточной Азии, заражали вредоносным кодом через взломанную отельную сеть Wi-Fi. 
Equation Group
В 2015 году «Лаборатория Касперского» выявила группу сложных угроз, названную Equation Group. Группа внедрила шпионское программное обеспечение в прошивку жестких дисков банков, правительственных учреждений, ядерных исследователей и военных объектов в странах, которые часто становятся объектами внимания американских спецслужб. Предполагается, что оно было разработано Агентством национальной безопасности (АНБ) и включало множество уникальных технических достижений, позволяющих избежать обнаружения.
Duqu
В 2011 году «Лаборатория Касперского» выявила семейство вредоносных программ Duqu. Duqu использует код и архитектуру схожие со Stuxnet. Они использовалась для шпионажа и сбора разведывательной информации, в частности данных о промышленных предприятиях и критической инфраструктуре. Основной задачей программы было кража данных, включая записи нажатий клавиш, и подготовка к потенциальным кибератакам, в том числе на системы управления. В 2015 году «Лаборатория Касперского» сообщила, что ее собственная сеть была атакована новой версией Duqu 2.0, вероятно с целью изучения защитных технологий компании и их обхода. В атаке использовались три уязвимости нулевого дня и сложный код, работающий только в памяти.
Кибершпионаж на Android
В июне 2015 года «Лаборатория Касперского» и Citizen Lab независимо друг от друга обнаружили программное обеспечение, разработанное Hacking Team и используемое правительствами 60 стран мира для скрытой записи данных с мобильных телефонов своих граждан. Программное обеспечение предоставляло полиции доступ к электронной почте, текстовым сообщениям, нажатиям клавиш, истории звонков и другим данным. «Лаборатория Касперсого» также выявила 37 000 атак на банковские компании, которые использовали модификации вредоносной программы под названием Asacub и брали под контроль устройства на базе Android.
Silverlight
В 2016 году «Лаборатория Касперского» обнаружила уязвимость нулевого дня в Microsoft Silverlight — строку кода, часто используемую в эксплойтах. Затем компания использовала принципы YARA (идентификации и классификации вредоносных программ с помощью набора правил, написанных определённым синтаксисом) в своей сети пользователей, чтобы раскрыть остальную часть эксплойта. После этого Microsoft выпустила «критический» патч для защиты своего ПО от уязвимости.
Poseidon Group
В 2016 году «Лаборатория Касперского» раскрыла деятельность группы Poseidon Group, которая проникала в корпорации, используя фишинговые письма с вредоносным ПО, а затем нанимаясь туда же для устранения созданной проблемы. После найма Poseidon устанавливала дополнительные вредоносные программы и бэкдоры. В июне 2016 года «Лаборатория Касперского» помогла раскрыть хакерскую группу, что привело к 50 арестам.
Titanium
В 2019 году «Лаборатория Касперского» обнаружила Titanium, продвинутое вредоносное ПО с бэкдором для таргетированных атак, разработанное группой киберпреступников PLATINUM. Программу трудно обнаружить из-за использования шифрования и бесфайловых технологий.
MATA Toolset
В 2020 году «Лаборатория Касперского» обнаружила сложную систему кибершпионажа, направленную на Windows, macOS, Linux и другие системы. Программу использовали для краж баз данных, распространения программ-вымогателей, установки бэкдоров в зараженные системы, утечки конфиденциальных данных из корпоративных сетей и компрометации финансовых систем.
Атака на цепочку поставок PyPI
В 2024 году «Лаборатория Касперского» обнаружила идущую уже год атаку на цепочку поставок, направленную на популярный репозиторий Python Package Index (PyPI). Злоумышленники загружали вредоносные пакеты с JarkaStealer, вредоносным ПО, предназначенным для кражи конфиденциальной информации из зараженных систем. Пакеты маскировались под инструменты работы с популярными ИИ-чатботами.
NKAbuse
В 2023 году компания «Лаборатория Касперского» обнаружила NKAbuse, сложное мультиплатформенное вредоносное ПО на языке программирования Go. Программа использовала технологию блокчейн и инфраструктуру одноранговой связи, делавшей её устойчивой к закрытию хостингов правоохранительными органами. NKAbuse работал как флудер и бэкдор, позволяя злоумышленникам проводить распределенные атаки (DDoS) и получать постоянный доступ к взломанным системам. 
Triangulation
В 2023 году «Лаборатория Касперского» обнаружила Triangulation, шпионскую кампанию, нацеленную на мобильные устройства под управлением iOS. Программа использовала уязвимости нулевого дня для получения полного контроля над устройствами. Triangulation распространялась через вредоносные сообщения iMessage. После установки шпионский софт обеспечивал доступ злоумышленников к микрофону, GPS-координатам и конфиденциальным данным на смартфоне.
CloudSorcerer/EastWind
В 2024 году «Лаборатория Касперского» обнаружила APT-группу CloudSorcerer и её кампанию EastWind. Использовалась инфраструктура публичных «облаков» для управления заражёнными компьютерами и извлечения информации. Атака направлена на государственные и частные организации, особенно на исследовательские институты и критически важные объекты инфраструктуры, в ней применялись сложные фишинговые кампании. Группа использовала новые методы шифрования для маскировки потоков данных, что затрудняло их обнаружение.
DuneQuixote
В 2024 году «Лаборатория Касперского» обнаружила DuneQuixote, вредоносную кампанию, направленную на интеллектуальную собственность в технологическом и энергетическом секторах. Программа использовала специально разработанные эксплойты и применяла бесфайловые методы, чтобы её нельзя было обнаружить традиционными средствами защиты. Вектор атаки включал компрометацию обновлений программного обеспечения и уязвимости в цепочке поставок.
SparkCat
В феврале 2025 года в магазине приложений для iOS был обнаружен инфостилер SparkCat. Это первая вредоносная программа, использующая OCR, обнаруженная в App Store. 
На iOS и Android инфостилер запрашивает доступ к фотогалереям пользователей, когда они пытаются воспользоваться чатом поддержки в зараженном приложении. Получив разрешение, вредоносная программа использует технологию OCR Google для расшифровки текста на фотографиях и ищет скриншоты с паролями или фразами для восстановления доступа к криптовалюте, после чего отправляет их злоумышленнику. К 10 февраля 2025 года Apple и Google удалили около 20 приложений из своих магазинов приложений, но вредоносная программа по-прежнему была доступна в неофициальных магазинах и на веб-сайтах.

## Образовательные программы и работа со студентами
Для высших учебных заведений, готовящих IT-специалистов, компания разработала специальную программу — «Академия Касперского». Для всех своих участников программа предусматривает конференции, конкурсы, Дни антивирусной безопасности, мастер-классы и онлайн семинары. На сегодняшний день программа охватывает около 40 вузов по всему миру.
Одним из значимых проектов Kaspersky Academy является ежегодная международная студенческая конференция CyberSecurity For the Next Generation, объединяющая студентов и молодых исследователей с 5 континентов Земли. Впервые она была организована компанией «Лаборатория Касперского» в апреле 2008 года. Собираясь вместе, студенты, ведущие IT-эксперты, а также профессора и ученые из мировых университетов обсуждают актуальные проблемы кибербезопасности. Участники конференции представляют свои работы и проекты, охватывающие широкий спектр вопросов и задач в сфере информационной безопасности. В частности они исследуют угрозы для новых и развивающихся платформ, разрабатывают решения для безопасности облачной и виртуальной инфраструктуры, работают над защитой больших объёмов данных и корпоративной инфраструктуры, создают технологии защиты будущего, а также разрабатывают программы обучения IT-безопасности. Экспертное жюри, в состав которого входят мировые IT-эксперты и исследователи, по итогам региональных этапов конференции отмечает лучшие проекты — их авторы получают возможность выступить на международном финале и в случае победы становятся обладателями гранта от «Лаборатории Касперского» на развитие своего проекта.

## Независимые тесты и оценки
«Лаборатория Касперского» регулярно участвует в независимых тестированиях, проводимых AV-TEST (The Independent IT-Security Institute, Германия). Продукт Internet Security с 2013 по 2024 год участвовал в 73 раундах тестирования, и в 60 из них получил максимальные 6 баллов по всем пунктам оценки.
С 2004 года «Лаборатория Касперского» участвует в основной серии тестов AV-Comparatives (Австрия). В 2023 году компания получила от AV-Comparatives 5 наград, включая Product of the Year 2023, в 2022 — 9 наград, а в 2020 — 21 награду. 
SE Labs (Великобритания) регулярно выставляет максимальный рейтинг «ААА» продуктам Kaspersky, включая продукты для корпоративного использования и домашние решения.
Методики AV-Test, AV-Comparatives и SE Labs сертифицированы консорциумом Anti-Malware Testing Standards Organization (AMTSO)).

## Критика
В марте 2015 года агентство Bloomberg со ссылкой на бывших и нынешних сотрудников компании сообщило о наличии в ней высокопоставленных менеджеров, имеющих тесные связи с российскими военными или разведывательными структурами, некоторые из которых активно помогают ФСБ в уголовных расследованиях, используя информацию о 400 млн клиентов компании. Также агентство указывало на рост с 2012 года среди сотрудников числа людей, связанных с государством, и факт отсутствия расследования «Лабораторией» российского кибершпионажа. Начался этот процесс в 2012 году, когда Касперский отказался от партнерства по IPO с американской инвестиционной фирмой General Atlantic.
25 сентября 2015 года Кабинет министров Украины поручил Государственной службе специальной связи и защиты информации запретить приобретение, обновление и использование в органах государственной власти программного обеспечения «Лаборатории Касперского». Совет национальной безопасности и обороны Украины запретил использование российского программного обеспечения по причине введения Украиной санкций против российских компаний.
В октябре 2016 года «Лаборатория Касперского» выпустила предварительные результаты внутреннего расследования инцидента, о котором в 2015 году сообщали СМИ США. Компания сообщает, что последний инцидент по Equation был обнаружен 17 ноября 2014 года, иных вторжений третьих лиц в корпоративную сеть «Лаборатории Касперского», кроме Duqu 2.0., не обнаружено, а «Лаборатория Касперского» никогда не применяла в своих решениях правил обнаружения невредоносных файлов по ключевым словам «совершенно секретно» или «засекречено».
В июле 2017 года Bloomberg опубликовал новое расследование, в котором фигурировала внутренняя переписка работников «Лаборатории». Согласно ей, компания активно сотрудничает с ФСБ и разрабатывает программное обеспечение для борьбы с хакерами. Также в письмах упоминались «активные контрмеры», под которыми журналисты подразумевали слежку за хакерами и выезд сотрудников «Лаборатории» на рейды вместе с силовиками. Куратором сотрудничества с ФСБ агентство называло ответственного за безопасность и юридические вопросы Игоря Чекунова.
10 октября 2017 года The New York Times, The Washington Post, The Wall Street Journal опубликовали материалы, согласно которым сотрудники «Лаборатории Касперского» имели доступ к секретным файлам Агентства национальной безопасности США. Информация об этом появилась благодаря израильским спецслужбам, которые взломали «Лабораторию» ещё в 2015 году (и сообщили об этом американцам). В ходе израильских экспериментов было установлено, что антивирус занимается специальным поиском файлов, похожих на секретные.
В начале 2019 года исследователь Рональд Эйкенберг — сотрудник немецкого издания c’t — обратил внимание на уязвимость, присутствующая в антивирусах Касперского с 2015 года, которая позволяет злоумышленникам следить за пользователем в интернете. Антивирусы Лаборатории осуществляют инъекцию кода Javascript в браузер, чтобы проверить безопасность сайтов, при этом этот же код присваивает устройству уникальный идентификатор, с помощью которого его можно отследить в интернете. Уязвимости был присвоен номер CVE-2019-8286. 7 июля 2019 года «Лабораторией Касперского» был выпущен автоматический патч, устраняющий данную уязвимость для всех версий антивируса: Kaspersky Anti-Virus до 2019 года, Kaspersky Internet Security до 2019 года, Kaspersky Total Security до 2019 года, Kaspersky Free Anti-Virus до 2019 года, Kaspersky Small Office Security до 6 версии, Kaspersky Security Cloud 2019 года. После исправления уязвимости устройствам присваиваются не уникальные, а одинаковые идентификаторы. Однако, по словам Рональда Эйкенберга, эта информация также может быть использована злоумышленниками для рассылки вредоносного ПО, спроектированного специально под защитный продукт, или перенаправить браузер на подходящую мошенническую страницу. Для примера, всплывающее окно с сообщением, что срок действия лицензии от «Лаборатории Касперского» истек и требуется ввести номер кредитной карты, чтобы возобновить подписку.

## Санкции
В сентябре 2015 года, после аннексии Крыма и начала Войны в Донбассе, компания включена в санкционный список Украины. Санкции предусматривают блокировку активов и приостановление выполнения экономических и финансовых обязательств со стороны Украины.
20 июня 2024 года власти США объявили о запрете использования продуктов «Лаборатории Касперского» из-за угрозы национальной безопасности - вероятности кражи конфиденциальной информации или установки вредоносного ПО. В июле вводится запрет на новые соглашения с американцами, а в сентябре – запрет на обновления текущим клиентам и эксплуатацию в стране системы по обмену сведениями об угрозах (KSN). Продавцов и перекупщиков продуктов «Лаборатории» будут штрафовать, могут возбуждаться уголовные дела. Пользователи судебному преследованию подвергаться не будут, но им настоятельно рекомендуют прекратить работать с продуктами «Лаборатории». В ответ «Лаборатории Касперского» заявила, что её деятельность не угрожает нацбезопасности США и что она использует юридические возможности для продолжения работы в стране. Исключение составили сервисы Threat Intelligence и тренинги по информационной безопасности.
21 июня 2024 года 12 человек из топ-менеджмента «Лаборатории Касперского» были включены в блокирующий санкционный список США «в ответ на продолжающиеся риски в области кибербезопасности».

## Корпоративная социальная ответственность (ESG)
«Лаборатория Касперского» раз в два года создает отчет о корпоративной социальной ответственности в формате мультимедийного онлайн-портала. Результаты работы по КСО включают взаимосвязь компании с окружающей средой, экологические инициативы, вопросы гендерного равенства, помощь нуждающимся людям, вопросы кибербезопасности для всех возрастов и другую социальную проблематику.